# Giochi olimpici invernali 1940
I V Giochi olimpici invernali si sarebbero dovuti svolgere a Sapporo in Giappone dal 3 al 12 febbraio 1940.
La città giapponese venne scelta come organizzatrice dei Giochi il 9 giugno 1937. In seguito allo scoppio della Seconda guerra sino-giapponese, l'organizzazione venne riassegnata il 15 luglio 1938 a Sankt Moritz (Svizzera), che aveva già ospitato i II Giochi olimpici invernali.
In seguito a controversie sorte fra il comitato organizzatore svizzero ed il CIO, quest'ultimo decise per la seconda volta di riassegnare i Giochi il 9 giugno 1939: la scelta cadde su Garmisch-Partenkirchen (Germania), che aveva ospitato l'ultima edizione dei Giochi e che li avrebbe dunque organizzati di nuovo dal 2 all'11 febbraio 1940.
Lo scoppio della seconda guerra mondiale portò infine all'annullamento definitivo dei Giochi nel novembre del 1939, al pari dell'edizione del 1944 che avrebbe dovuto svolgersi a Cortina d'Ampezzo (Italia).